# Manteca vegetal Inca
Inca es una marca mexicana registrada de grasa comestible manufacturada por la empresa ACH Foods México, S. de R.L. de C.V., subsidiaria de la estadounidense ACH Food Companies, que a su vez forma parte del conglomerado británico Associated British Foods.
Originalmente, la manteca Inca era 100% vegetal, y fue fabricada a partir de aceite de semilla de algodón, desde 1951, por la empresa estadounidense Anderson, Clayton and Company (Acco), en su planta ubicada en el puerto de Empalme, Sonora, México.
Es vendida en tiendas de abarrotes y supermercados de México, en presentaciones de 250 gramos, 500 gramos, y un kilo. La presentación de 24 kilos, para fábricas de tortillas de harina de trigo, la industria panificadora, la galletera, y la dulcera o confitera, es expendida en abarroteras mayoristas.
Actualmente sus ingredientes son sebo comestible de bovino y 0,004% de TBHQ como antioxidante. Es utilizada como un ingrediente importante en la elaboración de tortillas de harina de trigo, tanto a escala casera como industrial, así como pan dulce, galletas, pasteles y pastelitos, pralinés y dulces, y en la cocina como vehículo para freír alimentos.
En la década de los años 1960 tuvo una competidora en el mercado mexicano: la manteca vegetal Popo, que desapareció en unos pocos años.